# Panaxia nigricans
Panaxia nigricans är en fjärilsart som beskrevs av Kempny. 1882. Panaxia nigricans ingår i släktet Panaxia och familjen björnspinnare. Inga underarter finns listade i Catalogue of Life.